# 鴨方インターチェンジ
鴨方インターチェンジ（かもがたインターチェンジ）は岡山県浅口市鴨方町地頭上の、山陽自動車道上にあるインターチェンジ。矢掛町の最寄りインターチェンジである。

## 歴史
- 1988年（昭和63年）3月1日：倉敷JCT - 福山東IC間開通に伴い、供用開始[1]。

## 接続する道路
- 直接接続
  - 岡山県道155号鴨方矢掛線
- 間接接続
  - 岡山県道64号矢掛寄島線

## 隣
E2 山陽自動車道
(18)玉島IC - 道口PA - (19)鴨方IC - (20)笠岡IC